# Aspitates suffusa
Aspitates suffusa är en fjärilsart som beskrevs av Edward Alfred Cockayne 1953. Aspitates suffusa ingår i släktet Aspitates och familjen mätare. Inga underarter finns listade i Catalogue of Life.